# Aeroportul Internațional Fuaʻamotu
Aeroportul Internațional Fuaʻamotu (IATA: TBU, ICAO: NFTF) este un aeroport din Tongatapu⁠(d), Tonga ce deservește zona Nuku'alofa. A fost numit după Fuaʻamotu⁠(d).
Situat la o altitudine de 38 m, aeroportul dispune de o singură pistă.